# Gran Cima
La Gran Cima (in francese, Grande Cime - pron. fr. AFI: [ɡʁɑ̃d‿sim]) è una montagna di 3.023 m s.l.m. che fa parte delle Alpi Pennine ed è collocata nei Contrafforti valdostani del Monte Rosa. Si trova in Valle d'Aosta, in comune di Ayas. La carta tecnica regionale della Valle d'Aosta ne riporta la quota ma non il toponimo.

## Caratteristiche
La montagna si trova in Val d'Ayas poco ad ovest dello spartiacque Valle d'Ayas/Lys e rappresenta la principale elevazione che divide i due valloni laterali dei torrenti Cunéaz (a nord-est) e Mascognaz (a sud-ovest)
Dalla vetta, che sovrasta il vicino lago Perrin, si gode di un buon panorama sui principali gruppi montuosi della Valle d'Aosta.

## Salita alla vetta

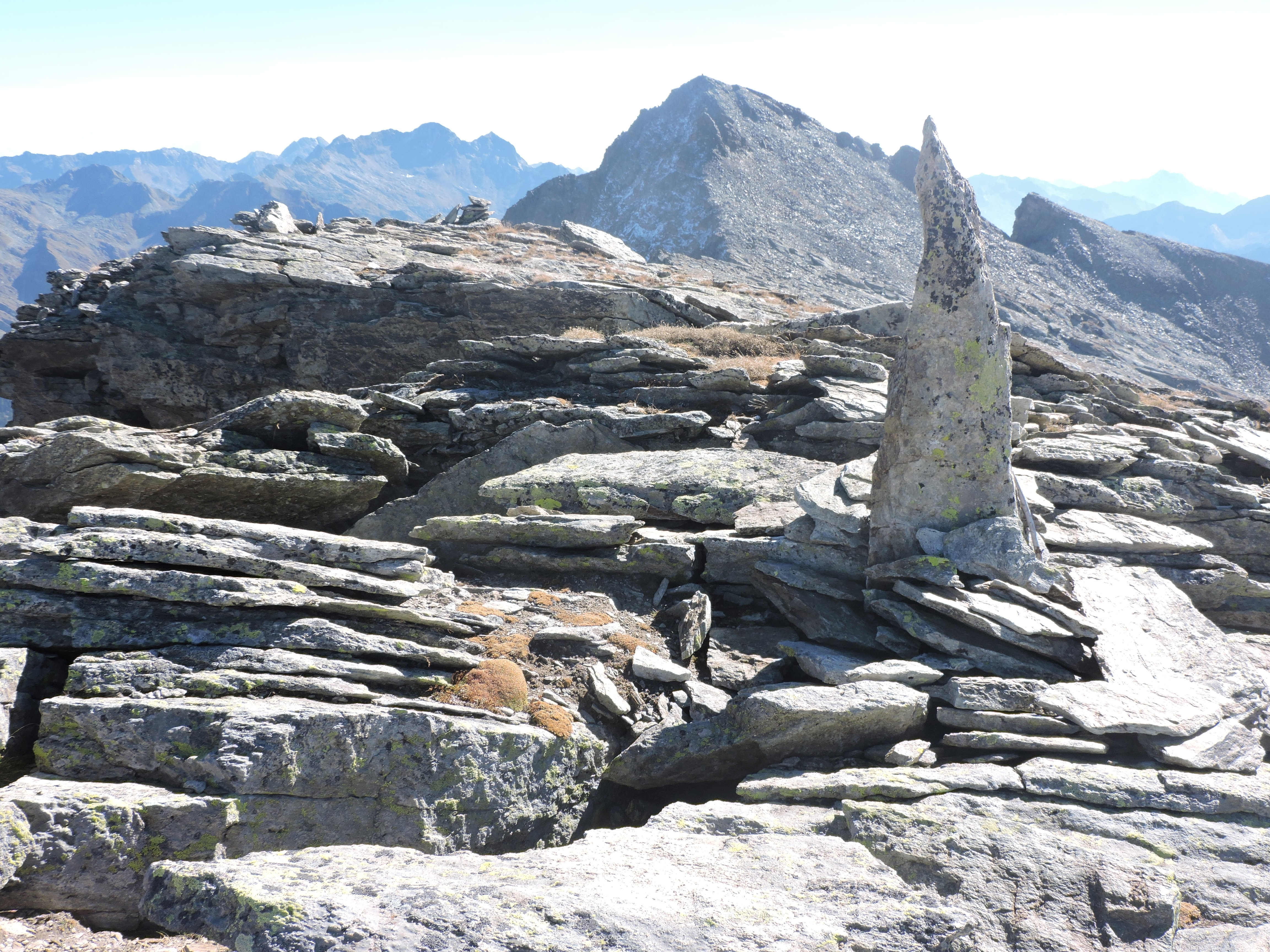
La sommità con, sullo sfondo, il Corno Vitello

Si può arrivare alla vetta partendo da Champoluc e passando o per il vallone di Mascognaz o per quello di Crest; in entrambi i casi, dopo aver raggiunto per sentiero il lago Perrin, la via di salita si svolge per tracce di passaggio non segnalate. La difficoltà della salita è data come EE. La salita scialpinistica alla Gran Cima è considerata di difficoltà MS; va però ricordato che nella zona il rischio di slavine è significativo.